# Trombitás Frédi / Ha én szél lehetnék
A Trombitás Frédi / Ha én szél lehetnék az Omega kislemeze 1968-ból, a Trombitás Frédi és a rettenetes emberek előzetese. Mindkét dal albumverzióban hallható.

## Dalok
A: Trombitás Frédi (Presser Gábor – Adamis Anna)
B: Ha én szél lehetnék (Presser Gábor – Adamis Anna)